# Audacious
Audacious è un lettore musicale libero con interfaccia grafica GTK+. È stato realizzato principalmente per sistemi operativi Unix-like come Linux, ma è compatibile, seppur con alcune limitazioni, anche con Microsoft Windows.

## Storia
Audacious è un fork di Beep Media Player 0.9.7.1, che, a sua volta, è un fork di XMMS, uno dei primi lettori multimediale per Linux.
Le ragioni dell'inizio dello sviluppo del fork sono puramente tecniche. In Beep Media Player gli utenti trovarono alcune stranezze, come la gestione dei tag ID3v2, riportata come "Software bacato" (bug) da alcuni utenti insoddisfatti. Inoltre Beep Media Player fu trovato privo di funzionalità considerate utili per gli utenti soliti ad usare lo streaming, come il supporto per il plugin di XMMS "songchange plugin".
A partire dalla versione 3.3 e successive, Audacious utilizza GTK+ 3.0 per la creazione dell'interfaccia grafica, mentre il ramo relativo alle versioni 3.2.x continuerà a essere manutenuto per i sistemi che utilizzano le precedenti GTK+ 2.0.

## Caratteristiche

### Plugin
Audacious deve la sua funzionalità alla larga disponibilità di plugin, inclusi i codec. Sulla maggior parte dei sistemi, un utile set di plugin è installato di default. Questo include, ad esempio, la possibilità di riprodurre MP3, Ogg vorbis, FLAC e Monkey's Audio.
La versione corrente di Audacious classifica i plugin come segue (alcuni sono lowlevel, non visibili all'utente):
- Decoder plugins, contengono i codec usati per decodificare il formato dei file.
- Transport plugins, sono plugin lowlevel, implementati dal layer VFS.
- General plugins, forniscono servizi aggiunti all'utente del player (come spedire le tracce con AudioScrobbler).
- Output plugins, forniscono il sistema audio di backend del player.
- Visualization plugins, forniscono la vista dell'onda sonora.
- Effect plugins, in grado di processare il suono dello stream decodificato.
- Container plugins, Forniscono supporto per le playlist e altre strutture simili.
- Lowlevel plugins, forniscono servizi diversi al player e non sono categorizzati in nessuno dei precedenti.

### Skin
Audacious ha pieno supporto per le skin di Winamp 2, e dalla versione 1.2, è possibile la creazione della propria skin.
Audacious 2.x avrà un'interfaccia senza skin che enfatizzerà meglio la maggior parte delle caratteristiche del player, ora spesso difficili da configurare.